# Heinrich von Bünau

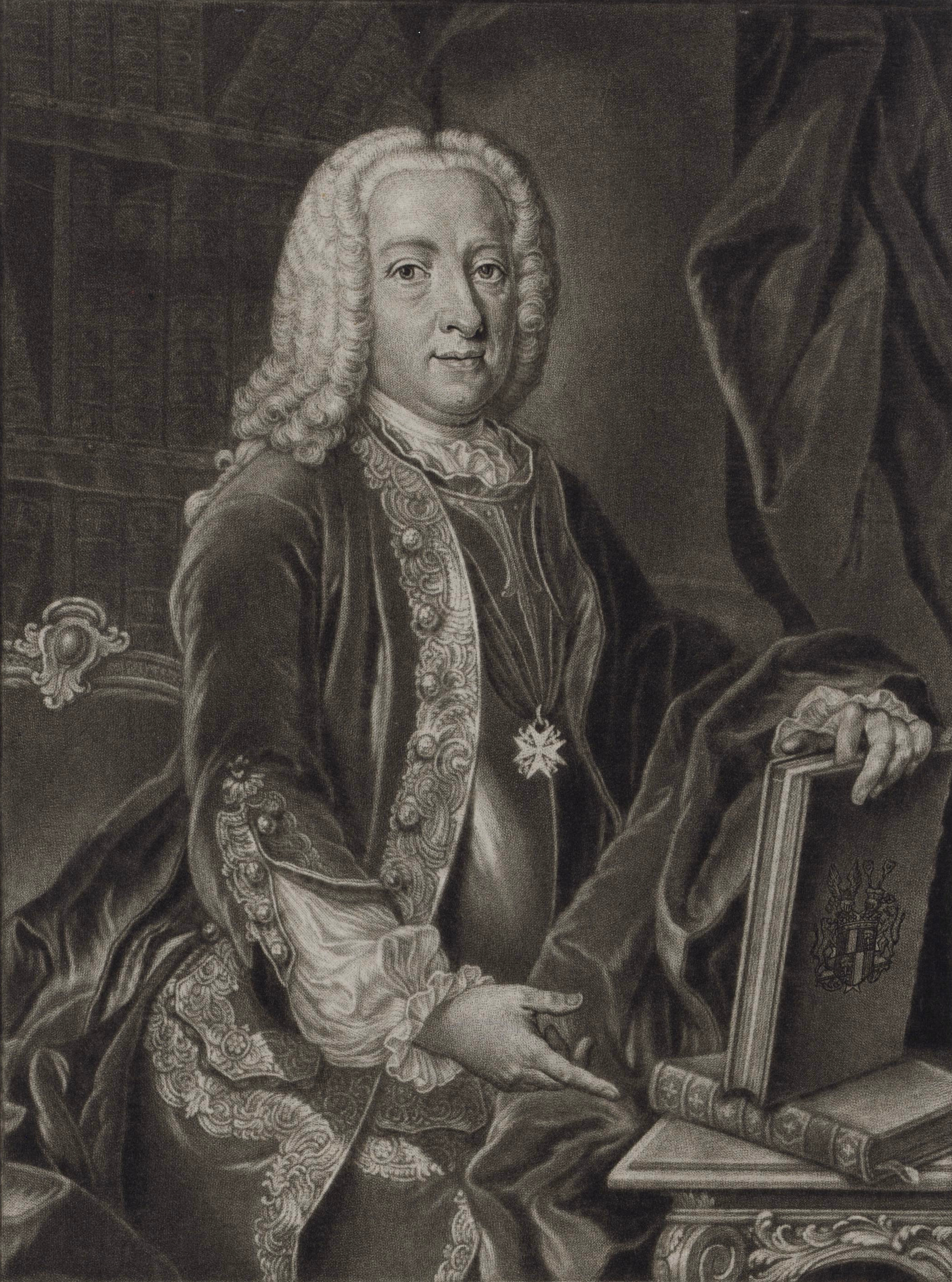
Heinrich von Bünau

Heinrich Graf von Bünau, conde de Bünau (o Bunau), historiador y estadista alemán nacido el 2 de junio de 1697 en Weissenfels y fallecido el 7 de abril de 1762 en Ossmannstedt. 
Fue asesor personal del elector de Sajonia y rey de Polonia Augusto III, culminando con éxito varias misiones diplomáticas. 
Poseía una rica biblioteca, que formó parte de la Biblioteca de Dresde. Era protector de Johann Joachim Winckelmann, célebre historiador de arte. Llegó a escribir una Historia del Reich y de los césares teutones.